# Sumber Harapan (Pelepat Ilir)
Sumber Harapan is een bestuurslaag in het regentschap Bungo van de provincie Jambi, Indonesië. Sumber Harapan telt 3186 inwoners (volkstelling 2010).